# Lepidosauriformes
Lepidosauriformes – klad obejmujący lepidozaury (węże, jaszczurki i hatterie) oraz spokrewnione z nimi formy kopalne.
Według Jacques'a Gauthiera i współpracowników (1988) grupa ta obejmuje Paliguana, Saurosternon, Kuehneosauridae, Rhynchocephalia i Squamata oraz jest zdefiniowana następująco: Sphenodon i łuskonośne oraz wszystkie organizmy bliżej spokrewnione z nimi niż z Younginiformes.

## Literatura
- Nicholas C. Fraser, Hans-Dieter Sues: In the Shadow of the Dinosaurs: Early Mesozoic Tetrapods. 1997, s. 24. ISBN 0-521-45899-4, ISBN 978-0-521-45899-3.